# Kracheh (provincie)
Kracheh (of Kratié, of Kraches) is een provincie van Cambodja gelegen in het noordoosten. Het grenst aan Stung Treng in het noorden, Mondulkiri in het oosten, Kampong Thom en Kampong Cham in het westen en Tbong Khmum en Vietnam in het zuiden. De hoofdstad van de provincie is de stad Kratié in het district Kratié.

## Geschiedenis
Het gebied dat nu bekend staat als Kratié maakte deel uit van het Koninkrijk Funan van het begin van het eerste millennium totdat Funan in de 6e eeuw werd vervangen door Chenla. Sampheak Borak, de voormalige Koninklijke Hoofdstad tijdens de Chenla Era, is gelegen in Sambo District. Daarnaast heeft Kratié Vihear Sasar Muayroy Pagode gebouwd in de 16e eeuw. Deze pagode is gerelateerd aan een Khmer-legende Krapeur Nen Thun (Eerwaarde monnik Thun, de krokodil). Kratié heeft verschillende tempels gebouwd in de 8e eeuw, zoals Khvas Pi, Pram en Koh Kring met perfecte goden, oude zalen, oude Khmer-huizen en gebouwen in Franse stijl. Het gebied bij Kratié langs de Mekong rivier was een van de meest dichtbevolkte regio's van het pre-Angkoriaanse tijdperk van Cambodja. Lon Nol was in 1945 de gouverneur van de provincie. Tijdens de burgeroorlogen in Vietnam en Cambodja en de daaropvolgende Vietnamese aanwezigheid tegen de Rode Khmer in Cambodja, vonden intense gevechten plaats in Kratié. Operation Menu, de bombardementencampagne van 1969-1970 in de Verenigde Staten gericht op Vietnamese aanvoerroutes en bases in Cambodja en Laos, resulteerde in zware bombardementen op Kratié. Het terugwinnen van niet-ontplofte munitie en het opruimen van mijnen is in ieder geval sinds het midden van de jaren 2000 een belangrijk initiatief geweest. Op 30 december 1978 namen Vietnamese troepen Kratié gevangen om tegen Rode Khmer te vechten.